# Piazza del Popolo (Cesena)

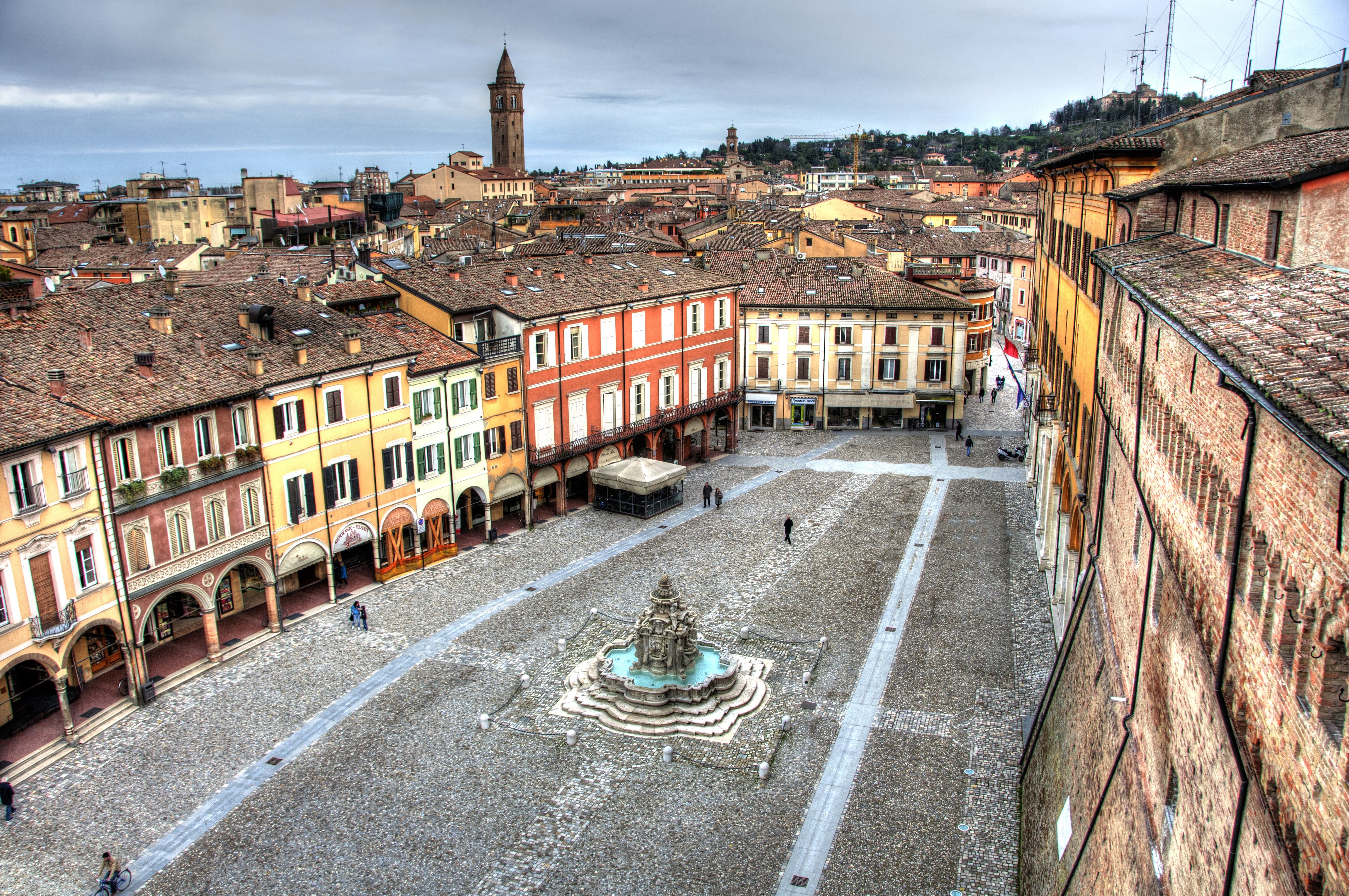
Piazza del Popolo vista dalla Rocchetta di Piazza.

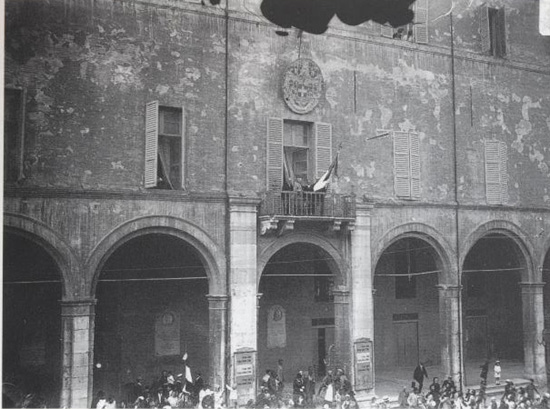
Visita di Vittorio Emanuele III a Cesena nel 1918.

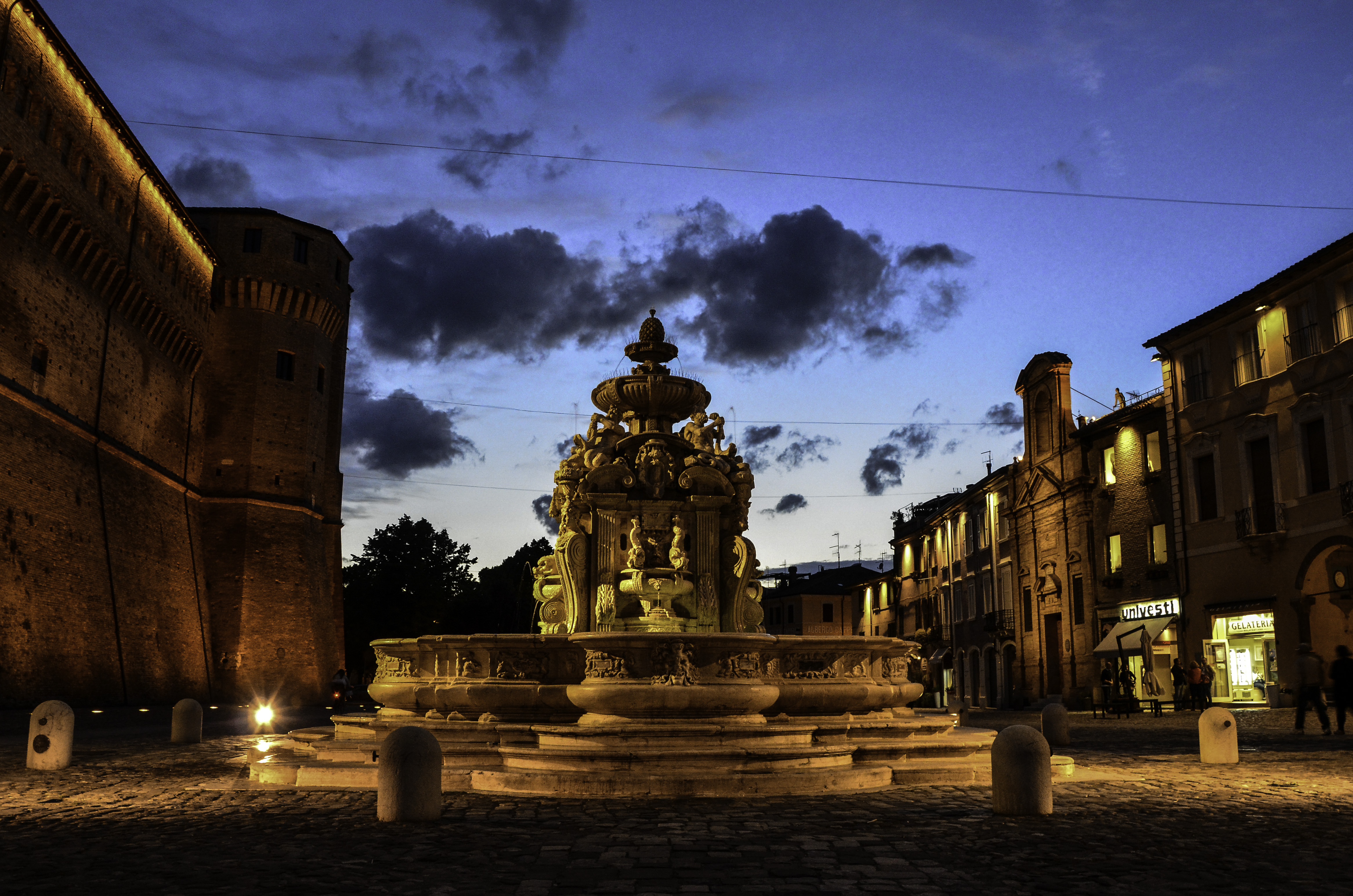
Piazza del Popolo in una veduta notturna

Piazza del Popolo è la piazza principale di Cesena, contenuta all'interno del centro storico cittadino; ci si affacciano il palazzo sede del Comune e la Rocchetta di Piazza e al suo centro sorge la Fontana Masini; vi si svolge inoltre il mercato ogni mercoledì e sabato mattina e la fiera del patrono a giugno.

## Storia
Di una Piazza Inferiore, in contrapposizione alla Piazza Superiore che doveva trovarsi di fronte all'antica Chiesa di San Giovanni Evangelista (l'attuale Piazzetta Cesenati del 1377), si ha notizia fin dall'antichità quando l'antica Via Emilia, oggi il budello acciottolato che costeggia viale Jacopo Mazzoni, la tagliava nel suo percorso verso Rimini.
La realizzazione della piazza nelle forme odierne si deve ad Andrea Malatesta, che per far questo dovette spianare parte delle pendici del Colle Garampo.
Si era intorno al 1400, la vita della città si stava spostando definitivamente verso la pianura e la piazza, allora definita Maggiore, sede dapprima della Signoria, poi del Governatore Pontificio, infine nel 1722 dell'Amministrazione Comunale. Inoltre, assunse subito l'onore di luogo privilegiato per le manifestazioni pubbliche e per il mercato cittadino. Dal 1469 vi si tenne per qualche secolo, durante il periodo di Carnevale, la cosiddetta "Giostra di'Incontro"; in estate, aveva luogo la "Fiera d'Agosto"; infine, già nel XVII secolo, era sede principale della festa dedicata al patrono: la "Fiera di San Giovanni".
Ornata fin dalla fine del '500 dalla Fontana Masini, Piazza Maggiore era fino all'Unità d'Italia chiusa sui quattro lati: il successivo smembramento del Borgo Chiesanuova (1861-1896) la privò di un lato, cosa che la rende particolarmente attraente. Nel 1984 la piazza venne pavimentata con ciottoli di fiume.
La denominazione Piazza del Popolo venne acquisita dopo la Seconda guerra mondiale, dopo essersi chiamata Piazza Vittorio Emanuele in epoca fascista

## Descrizione
Partendo dall'intersezione con via Zeffirino Re, sul lato nord si trovano affiancate una serie di edifici a tre piani che ospitano generalmente abitazioni caratterizzate da un porticato comune che si dilunga per circa metà della lunghezza del lato nord della piazza; qui dove si trovano, oltre agli ingressi delle abitazioni, negozi ed altre attività commerciali; finito il portico continuano, fino all'intersezione con via Fra' Michelino, le abitazioni, sempre caratterizzate da attività commerciali al piano terra; in questo lato vi è anche la Chiesa dei Santi Anna e Gioacchino.
Il lato opposto a questo è occupato interamente dal Palazzo Comunale a sinistra e, a destra, la Rocchetta di Piazza sormontata dalla Loggetta Veneziana e delimitata a destra dal Torrione del Nuti. Il lato più corto che va dall'intersezione con via Zeffirino Re a via Pescherie è occupato da palazzi di privati, sempre con attività commerciali al piano terra. Al centro della piazza si trova la Fontana Masini, uno dei simboli di Cesena.

## Il mercato

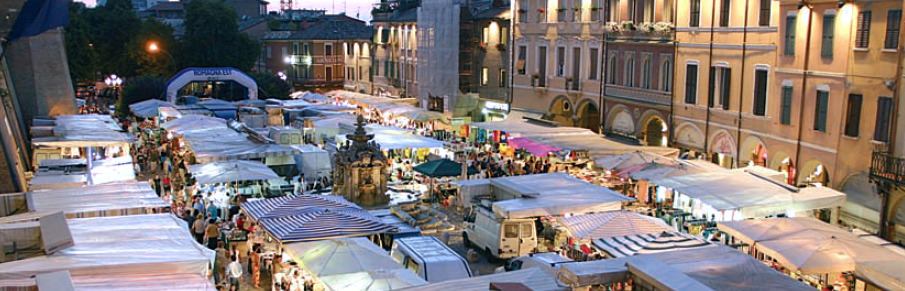
Il mercato durante la Fiera di San Giovanni.

Le radici storiche e culturali del mercato di Cesena si perdono fino ai più lontani indizi storici della città. Per anni, il mercato degli ambulanti è stato punto d'incontro degli artigiani e contadini del circondario che in Piazza del Popolo cercavano di vendere il frutto della loro fatica e del loro impegno artistico. È uno dei più grandi della Romagna su una superficie di 10.500 m2 e 300 bancarelle.

## Galleria d'immagini

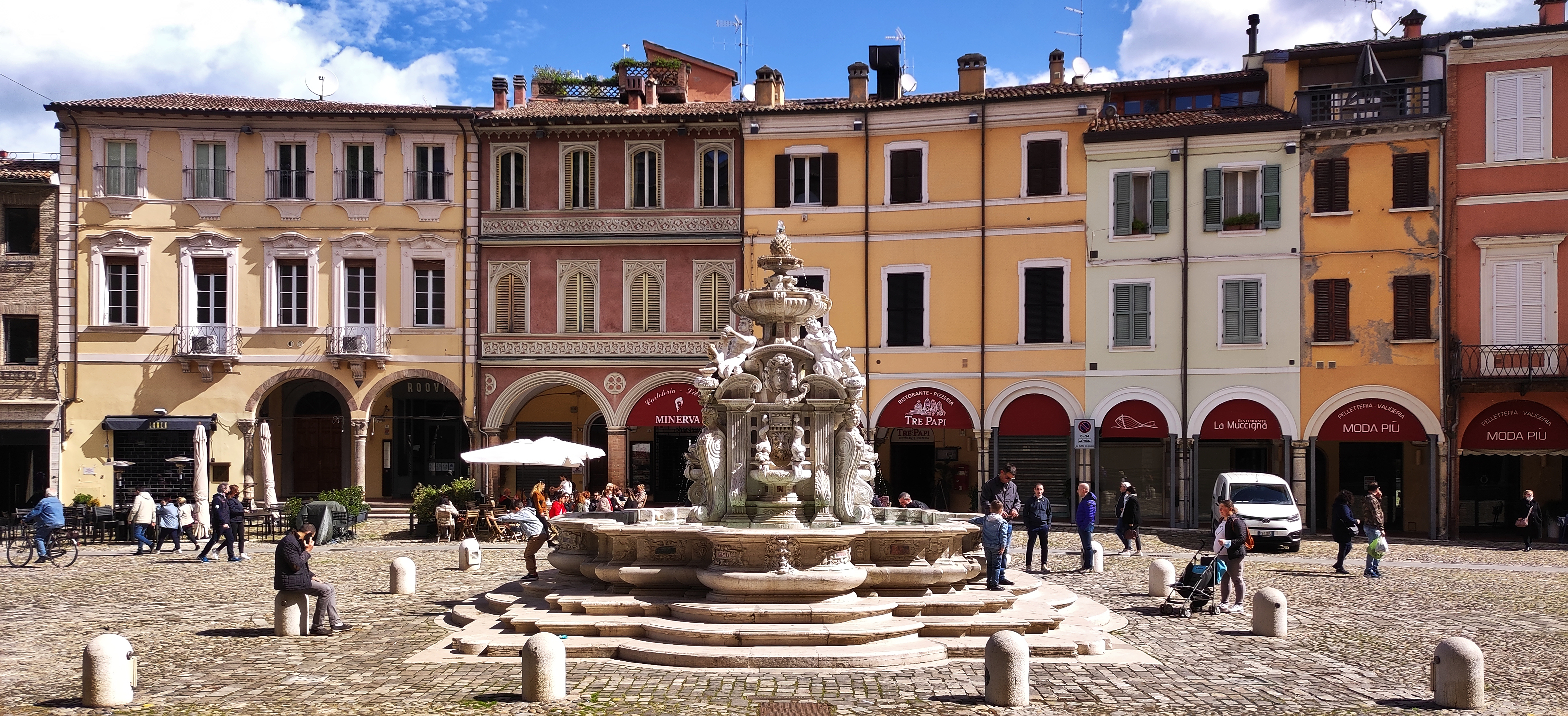
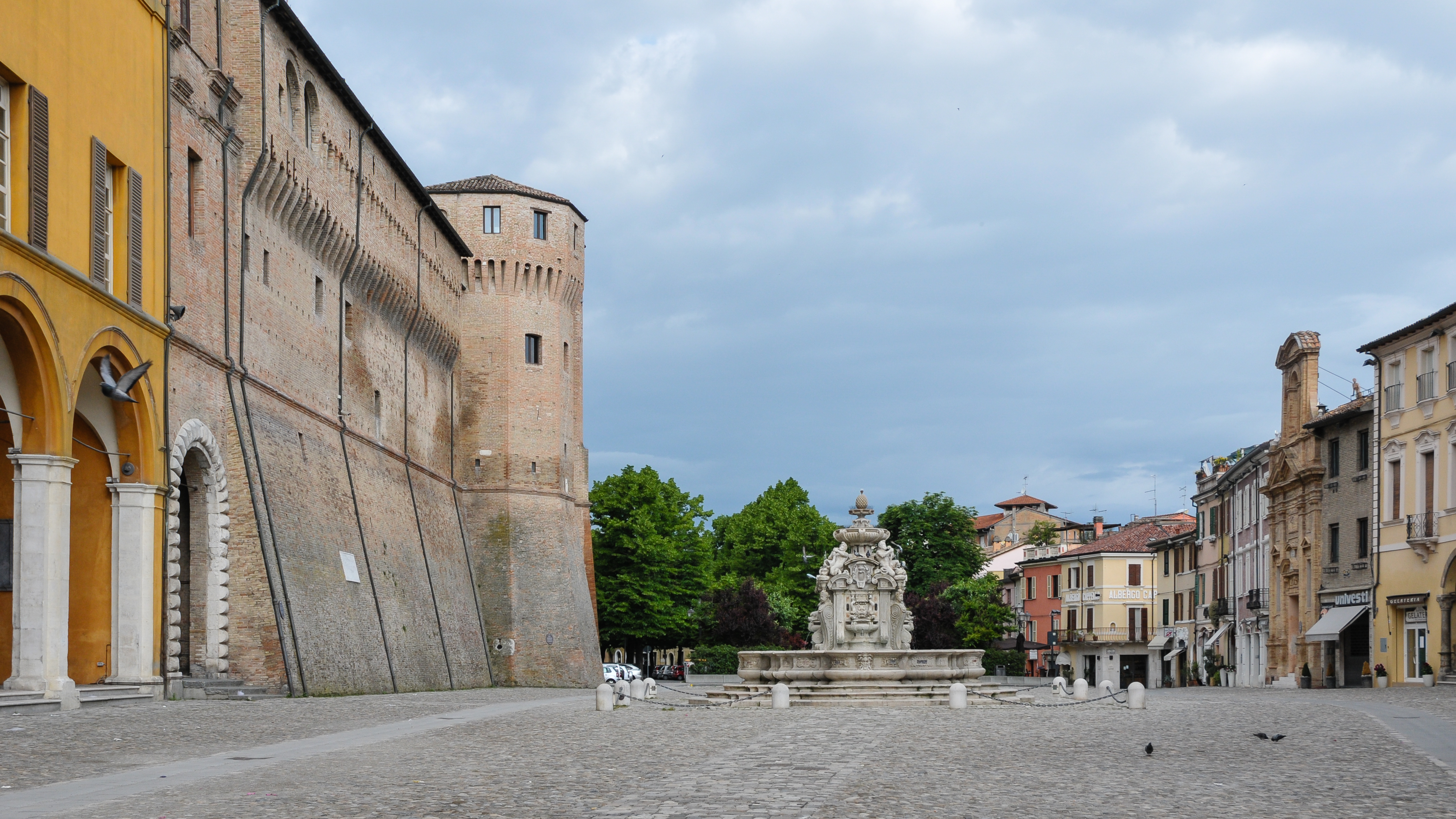
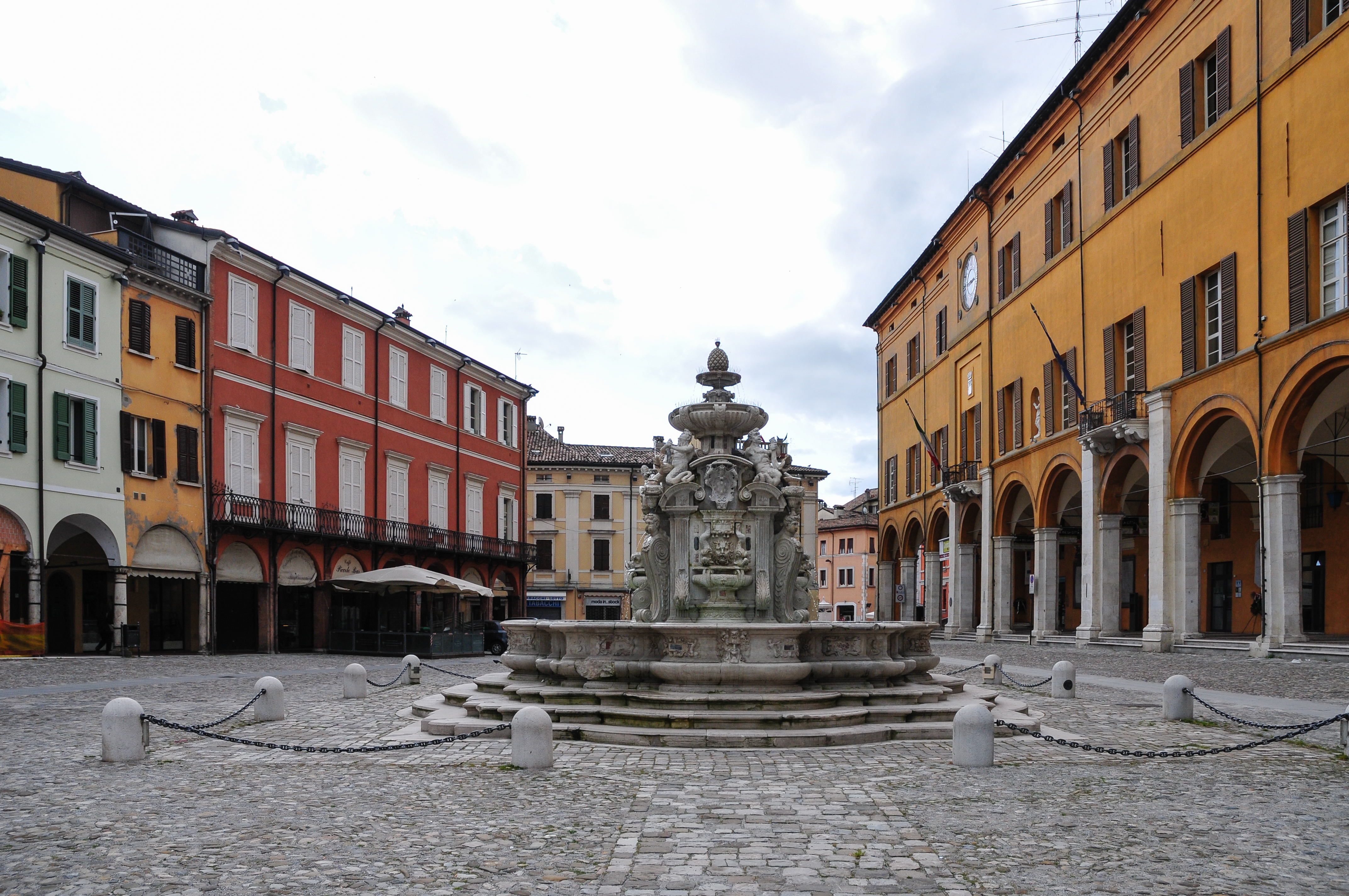
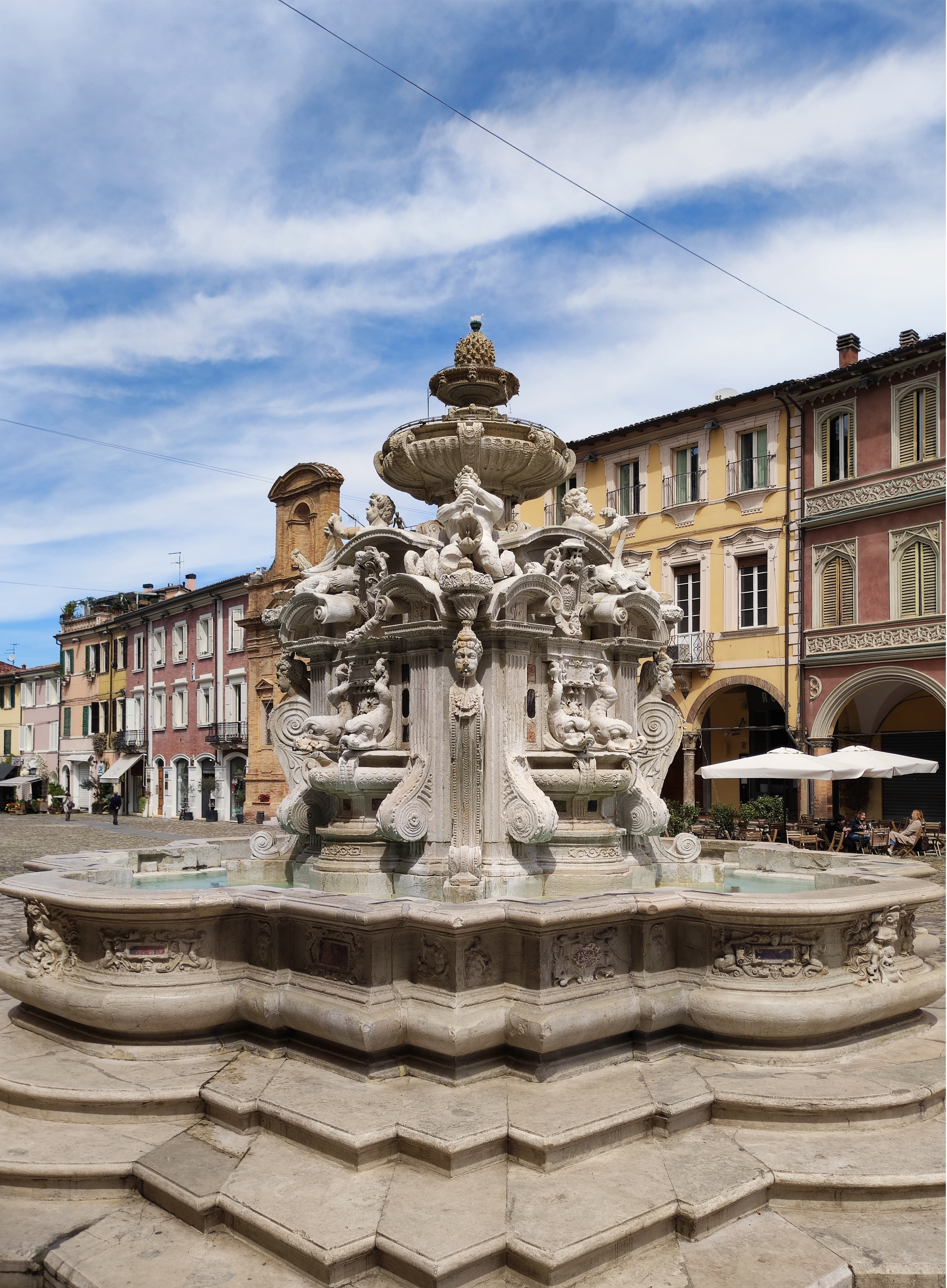
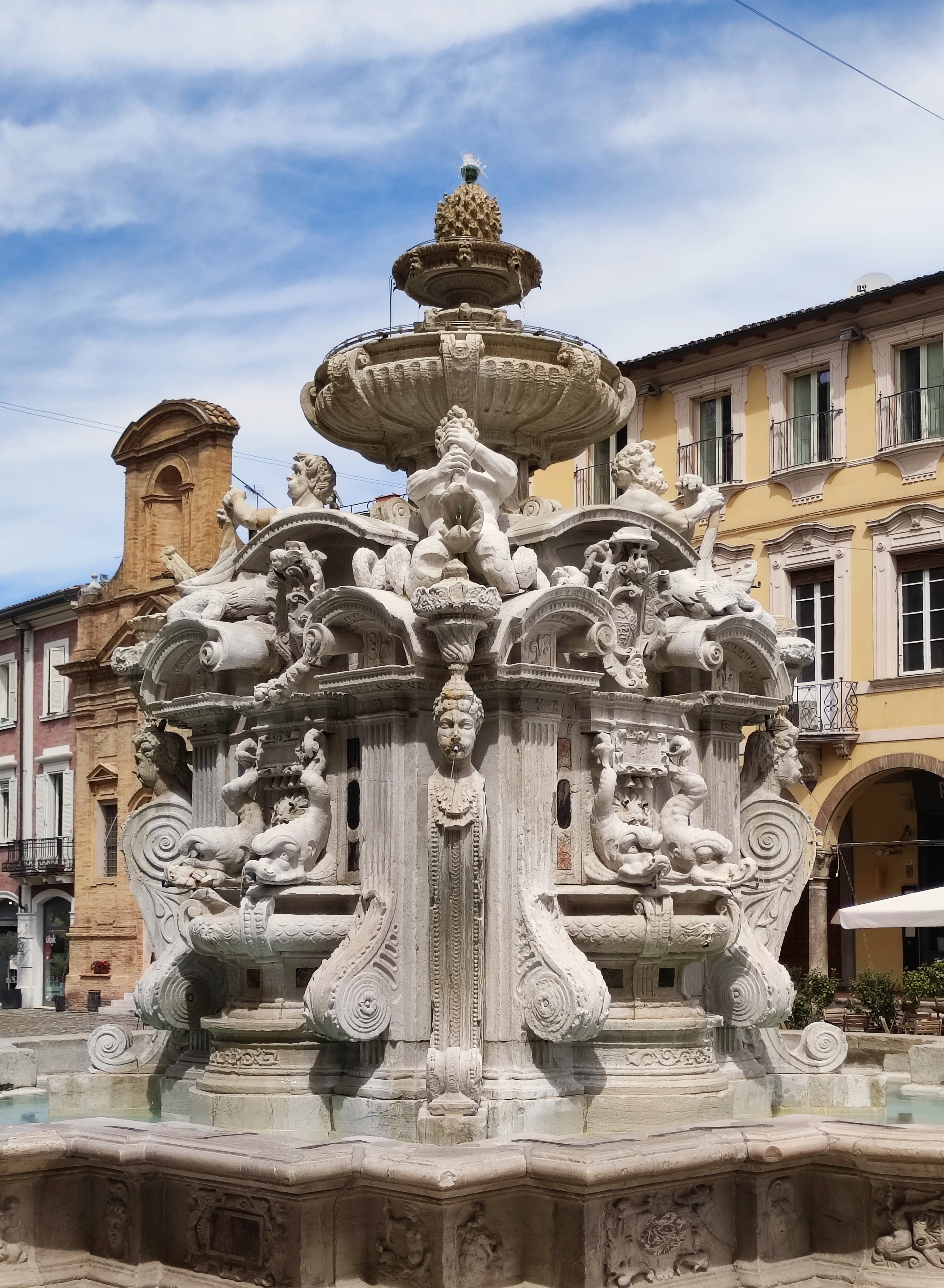